# Bernd Leno
Bernd Leno (Bietigheim-Bissingen, 4 de março de 1992) é um futebolista alemão que atua como goleiro. Atualmente, joga pelo Fulham.

## Carreira

### Stuttgart II
Começou sua carreira no VfB Stuttgart, Leno estendeu seu contrato até junho de 2014. Por esta altura, ele era um goleiro regular na equipe reserva do VfB Stuttgart II que jogou na Terceira Divisão Alemã.
Leno deixou o Stuttgart II onde realizou 57 partidas.

### Bayer Leverkusen
Em 10 de agosto de 2011, ele foi emprestado ao Bayer Leverkusen até 31 de dezembro de 2011.Quatro dias após a assinatura do contrato de empréstimo de cinco meses, Leno fez sua estreia na Bundesliga contra o Werder Bremen. Ele se tornou, depois de Dirk Krüssenberg e Heribert Macherey, o terceiro goleiro na história da Bundesliga a não sofrer um gol em suas três primeiras partidas da Bundesliga.
Leno fez sua estreia na Liga dos Campeões em 13 de setembro de 2011, a primeira rodada da fase de grupos da temporada 2011-12, em uma derrota por 0-2 fora de casa contra o Chelsea. Aos 19 anos e 193 dias, ele foi o goleiro alemão mais jovem a jogar na classe rainha. Quase quatro anos depois, Leno foi substituído por Timon Wellenreuther, que jogou na Liga dos Campeões com a idade de 19 anos e 77 dias.
Em 1 de janeiro de 2012, Leno finalmente se mudou permanentemente para o Bayer 04 Leverkusen e se tornou um goleiro titular. Ele assinou um contrato de cinco anos e meio até 30 de junho de 2017.
Entre 28 de fevereiro e 11 de abril de 2015 (23.ª a 28.ª jornada da época 2014/15 da Bundesliga), Leno não sofreu golo durante 527 minutos, estabelecendo um recorde do clube que Rüdiger Vollborn da época de 1983/84 tinha mantido com 485 minutos. Em 16 de abril de 2016, Leno igualou o recorde durante o jogo contra o Eintracht Frankfurt (30ª jornada da época seguinte); só a 23 de Abril teve de sofrer mais um golo no FC Schalke 04, aos 14 minutos, o que lhe permitiu aumentar o registo para 588 minutos.
Leno deixou o Leverkusen com apenas quatro derrotas da Bundesliga desde agosto de 2011, quando se juntou ao Leverkusen. Aos 26 anos, ele deixa a Bundesliga tendo jogado em 233 jogos da liga, também jogado 41 partidas Liga dos Campeões, incluindo quatro aparições nos playoffs, 10 partidas da Liga Europa e outros 20 na DFB Pokal. Na Bundesliga, ele sofreu um total de 287 gols (1,23 por jogo) e manteve uma folha limpa em 31,76% de todas as partidas.

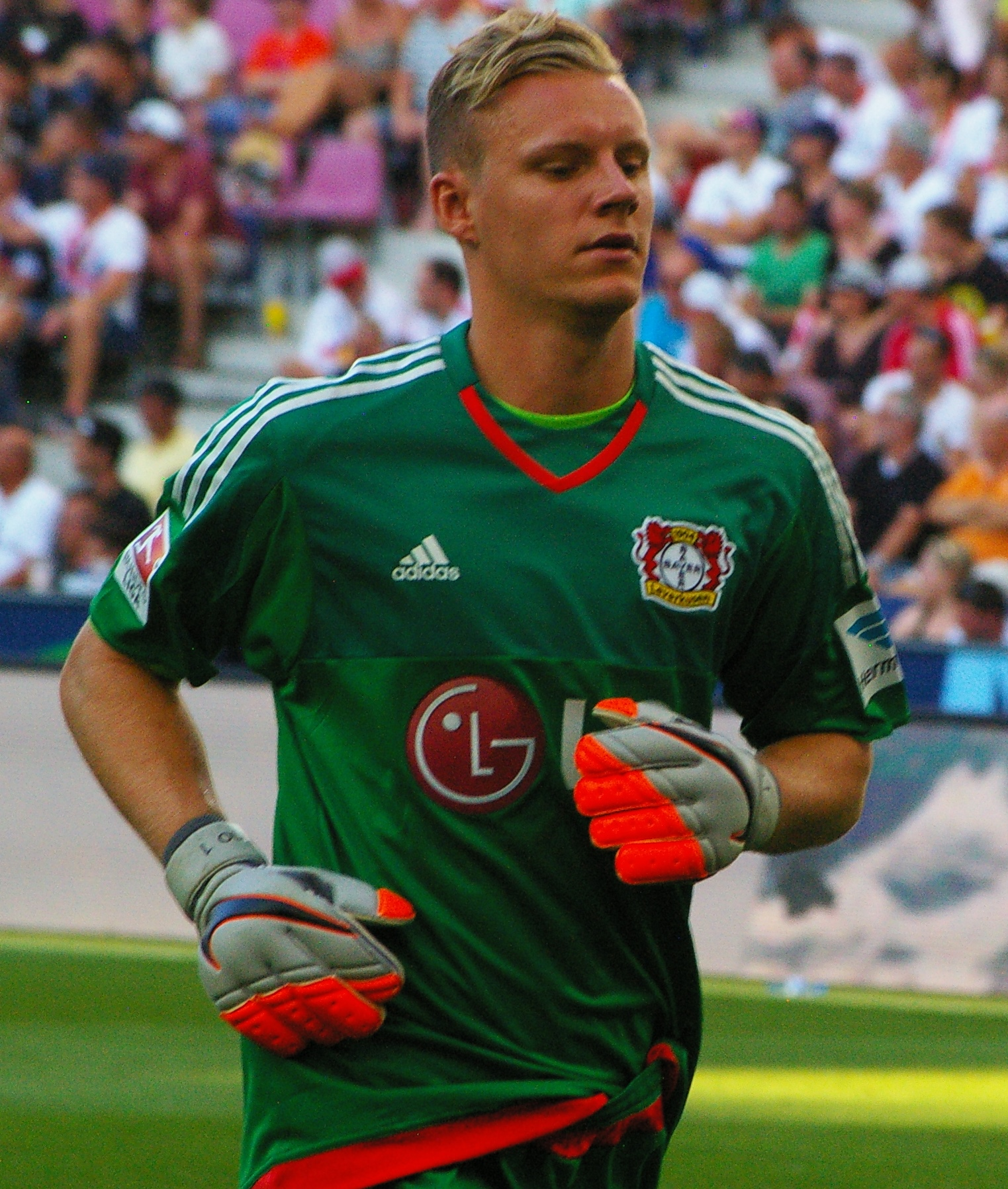
Leno com a camisa do Bayer 04 Leverkusen, 2015

### Arsenal
Em 19 de junho de 2018, o Arsenal anunciou a contratação de Leno junto ao Bayer 04 Leverkusen. Em  29 de setembro de 2018, Leno fez sua estreia pelo Arsenal na vitória por 4 a 2 sobre o Vorskla Poltava, da Ucrânia na Liga Europa.Leno fez sua estreia na Premier League na vitória em casa por 2-0 sobre o Watford, substituindo o goleiro regular Petr Čech, que se machucou no primeiro tempo.
Em 01 de julho de 2019, Leno herdou a camisa 1 do clube após aposentadoria do ídolo Petr Čech.
Em 2 de fevereiro de 2021, em uma partida da Premier League contra o Wolverhampton, ele pulou da grande para lidar com um lançamento adversário, mas devido à forte chuva, ele mediu mal o salto e acertou o Adama Traore e foi expulso depois de escovar a bola com as mãos. David Luiz já havia sido expulso e o Arsenal tinha nove homens. Leno foi o segundo goleiro do Arsenal a ser expulso na Premier League desde Seaman em novembro de 1993.
Em 25 de fevereiro de 2021, disputou o seu 100º jogo pelo Arsenal na 1/16.ª mão da final da Liga Europa frente ao Benfica (vitória por 3-2 do Arsenal).Leno  tornou-se o quinto jogador alemão a alcançar esse marco pelo clube depois de Shkodran Mustafi (151) Jens Lehmann (200), Per Mertesacker (221) e Mesut Ozil (254).

### Fulham
Ao perder espaço durante a temporada 2021/2022 com a contratação de Aaron Ramsdale, no dia 2 de agosto de 2022, Bernd Leno foi contratado por €9,5 milhões pelo Fulham. Ele assinou por três temporadas, com opção de prorrogação por mais uma.Leno estreou pelo Fulham em 20 de agosto de 2022, na terceira rodada da Premier League em uma derrota por 3-2 para o Brentford.

## Seleção Nacional
Estreou pela Seleção Alemã principal em 29 de maio de 2016 em partida amistosa contra a Eslováquia. Foi convocado para disputar a Eurocopa de 2016.

## Títulos
Arsenal
- Copa da Inglaterra: 2019–20
- Supercopa da Inglaterra: 2020

Alemanha
- Copa das Confederações FIFA: 2017